# SN 2010ir
SN 2010ir – supernowa typu IIb odkryta 9 października 2010 roku w galaktyce E491-G12. W momencie odkrycia miała maksymalną jasność 16,60m.